# Levofloxacin

Strukturformel för levofloxacin

Levofloxacin (varunamn: Tavanic, Oftaquix) är ett antibiotikum tillhörande klassen fluorokinoloner. Det används vid infektioner i bihålor, urinvägar (inklusive njurar och urinblåsa), prostata, hud- och mjukdelar samt vid lunginflammation hos personer med kronisk bronkit.
Levofloxacin kan också användas för att förebygga infektion med mjältbrandsbakterier (anthrax) då man exponerats för detta, eller för att behandla en existerande mjältbrandsinfektion.

## Tillförsel
Tavanic finns som filmdragerade tabletter på 250 mg och 500 mg, samt som infusionsvätska (5 mg/ml) för intravenös tillförsel (dropp).
Oftaquix är ögondroppar innehållandes levofloxacin (5 mg/ml) och används för att behandla infektioner i ögats bindhinna.

## Farmakodynamik
Levofloxacin verkar genom att hämma bakteriers DNA-gyras och har baktericid effekt. Hos vissa grampositiva bakterier hämmas också topoisomeras IV.

## Aktivitet
Levofloxacin fungerar bra (god aktivitet) mot följande agenser:
- Enterobacteriaceae, pneumokocker, Haemophilus influenzae, Moraxella catarrhalis, Neisseria gonorrhoeae, Neisseria meningitidis,Pseudomonas aeruginosa, stafylokocker, streptokocker grupp A, B, C, G, Acinetobacter spp., Chlamydia pneumoniae, Legionella pneumophila, Mycoplasma pneumoniae.

Otillräcklig aktivitet mot: 
- anaeroba bakterier och enterokocker.[5]

## Resistens
Följande bakterier är i varierande grad resistenta mot levofloxacin:
- Ovanligt (<1%): pneumokocker, meningokocker, Haemophilus influenzae.
- Förekommer (1-10 %): Staphylococcus aureus
- Vanligt (>10 %): Enterobacteriaceae inklusive Salmonella, Campylobacter, koagulasnegativa stafylokocker, Burkholderia cepacia, Stenotrophomonas maltophilia.

Internationellt sett finns en hög förekomst av resistens hos gramnegativa bakterier